# Crataegus heldreichii
Crataegus heldreichii är en rosväxtart som beskrevs av Pierre Edmond Boissier. Crataegus heldreichii ingår i Hagtornssläktet som ingår i familjen rosväxter. Inga underarter finns listade i Catalogue of Life.